# Heteractaea
Heteractaea is een geslacht van kreeftachtigen uit de klasse van de Malacostraca (hogere kreeftachtigen).

## Soorten
- Heteractaea ceratopus (Stimpson, 1860)
- Heteractaea lunata (Lucas in H. Milne Edwards & Lucas, 1844)
- Heteractaea peterseni Garth, 1940